# Shaba-invasies
De Shaba-invasies, ook bekend als de Shaba I- en Shaba II-invasies, waren gewapende conflicten die plaatsvonden in de provincie Shaba in Zaïre in 1977 en 1978. De invasies werden geleid door het Congolees Nationaal Bevrijdingsfront (FNLC), dat probeerde het regime van president Mobutu Sese Seko omver te werpen. De eerste invasie begon op 7 maart 1977 toen ongeveer 1.500 FNLC-leden de provincie binnenvielen vanuit het oosten van Angola. Hoewel de FNLC er niet in slaagde om Kolwezi, het economische hart van Zaïre, te veroveren, veroorzaakte de invasie aanzienlijke schade en leidde tot een hevige strijd met de Zaïrese strijdkrachten. De tweede invasie volgde in 1978, waarbij de FNLC Kolwezi veroverde voordat ze werden teruggedrongen door een gezamenlijke militaire interventie van Zaïre, Frankrijk, België en de Verenigde Staten. De invasies in Shaba hadden verstrekkende gevolgen voor de binnenlandse en internationale politiek van de regio en leidden uiteindelijk tot diplomatieke onderhandelingen en een vredesakkoord tussen Zaïre en Angola. Deze gebeurtenissen markeren een belangrijk hoofdstuk in de geschiedenis van de regio en hebben blijvende implicaties gehad voor de geopolitiek van Centraal-Afrika.

## Shaba I (1977)
Ongeveer 1.500 leden van het Congolees Nationaal Bevrijdingsfront (FNLC) vielen de provincie Shaba in Zaïre binnen vanuit het oosten van Angola op 7 maart 1977. De FNLC wilde Mobutu omverwerpen, terwijl de regering van MPLA, lijdend onder Mobutu's steun voor de FNLA en UNITA, niet probeerde de invasie te stoppen. De FNLC slaagde er niet in Kolwezi, het economische hart van Zaïre, te veroveren, maar nam wel Kasaji en Mutshatsha in. Het Zaïrese leger werd zonder moeite verslagen en de FNLC bleef oprukken.

### Internationale reactie
Op 2 april 1977 vroeg Mobutu William Eteki van Kameroen, voorzitter van de Organisatie van Afrikaanse Eenheid, om hulp. Acht dagen later reageerde de Franse regering op Mobutu's smeekbede en luchtbrugde 1.500 Marokkaanse troepen naar Kinshasa. Deze troepen werkten samen met het Zaïrese leger, de FNLA en Egyptische piloten die Franse Mirage-gevechtsvliegtuigen vlogen om de FNLC terug te dringen. De tegeninvasiemacht duwde de laatste militanten, samen met talrijke vluchtelingen, in april 1977 terug naar Angola en Zambia.

### Beschuldigingen en diplomatieke ontwikkelingen
Mobutu beschuldigde de regeringen van MPLA, Cuba en de Sovjet-Unie van betrokkenheid bij de oorlog. Hoewel Agostinho Neto de FNLC steunde, kwam de steun van de MPLA-regering als reactie op Mobutu's voortdurende steun aan de FNLA van Angola. De regering-Carter, niet overtuigd van Cubaanse betrokkenheid, reageerde door een schamele $15 miljoen aan niet-militaire hulp aan te bieden. Amerikaanse terughoudendheid tijdens de oorlog zorgde voor een verschuiving in het buitenlands beleid van Zaïre naar meer betrokkenheid bij Frankrijk, dat de grootste leverancier van wapens van Zaïre werd na de interventie. Neto en Mobutu tekenden op 22 juli 1977 een grensovereenkomst.

## Shaba II (1978)
De FNLC viel op 11 mei 1978 opnieuw Shaba binnen en veroverde Kolwezi in twee dagen. Hoewel de regering-Carter de eis van Cuba om niet betrokken te zijn bij Shaba I had aanvaard en daarom Mobutu niet bijstond, beschuldigde de Amerikaanse regering Castro nu van medeplichtigheid. Deze keer werkte de Amerikaanse regering, toen Mobutu om buitenlandse hulp vroeg, samen met de Franse en Belgische legers om de invasie terug te dringen, de eerste militaire samenwerking tussen Frankrijk en de Verenigde Staten sinds de Vietnamoorlog.

### Vredesakkoord en einde van de steun voor opstanden
Onderhandelingen onder leiding van de Verenigde Staten tussen de MPLA- en Zaïrese regeringen leidden in 1979 tot een vredesakkoord en een einde aan de steun voor opstanden in elkaars respectieve landen. Zaïre stopte tijdelijk de steun aan de FLEC, de FNLA en UNITA, en Angola verbood verdere activiteiten van de FNLC.